# Mikołaj z Polski
Mikołaj z Polski, inne formy nazwiska: Mikołaj Polak, Nicolaus (Nicholaus) de Polonia, Nicholaus Polonus (ur. I połowa XIII w.) – dominikanin, wykształcony we Francji medyk na dworze Leszka Czarnego.

## Życiorys
Pochodził z rodziny niemieckiej, osiadłej prawdopodobnie na ziemi sieradzkiej. Przez niemal 30 lat (najwcześniej od roku 1248) studiował medycynę na uniwersytecie we francuskim Montpellier. W roku 1278 powrócił do Sieradza. W Polsce pracował jako medyk nadworny Leszka Czarnego i jego żony Gryfiny.

## Twórczość
Twórca poematu satyryczno-stanowego Antipocras sive liber empiricorum (Antipocras znaczy Anty-Hypocrates) oraz Experimenta (utwór o autorstwie niepewnym). Propagował tzw. metodę empiryczną w medycynie.

### Ważniejsze utwory
- Antipocras (czyli Antihippocrates), inny tytuł: Liber empiricorum (traktat medyczny o charakterze pamfletu przeciw współczesnym autorowi lekarzom, ma formę poematu w 427 leoninach), powst. po 1270, wyd. K. Sudhoff pt. "Antipocras, Streitschrift für mystische Heilkunde in Versen des Magisters...", Archiv f. Geschichte d. Medizin, t. 9 (1915), (z jedynego rękopisu berlińskiego z ok. 1320) – H. Diels "Über die Schrift Antipocras des Nicolaus von Polen", Sitzungsberichte d. Königlichen Preussischen Akademie d. Wissenschaften, t. 16 (1916) – R. Ganszyniec, "Brata Mikołaja z Polski pisma lekarskie", Poznań 1920, Prace Naukowe Uniwersytetu Poznańskiego, Sekcja Humanistyczna nr 2; przekł. polski ogł. przy wyd. R. Ganszyniec, "Brata Mikołaja z Polski pisma lekarskie", Poznań 1920

### Utwory o autorstwie niepewnym
- Experimenta (de animalibus), wyd. J. W. S. Johnsson "Les Experimenta Magistri Nicolai publiés pour la première fois", Bulletin de la Société Française d'Histoire de la Médecine, t. 10 (1911) – R. Ganszyniec, "Brata Mikołaja z Polski pisma lekarskie", Poznań 1920, Prace Naukowe Uniwersytetu Poznańskiego, Sekcja Humanistyczna nr 2; przekł. polski: fragmenty ogł. S. Witkowski "Lekarz Mikołaj z Polski", Rozprawa PAU Wydział Filologiczny, t. 58 (1919); całość ogł. R. Ganszyniec, "Brata Mikołaja z Polski pisma lekarskie", Poznań 1920, Prace Naukowe Uniwersytetu Poznańskiego, Sekcja Humanistyczna nr 2; przekł. niemiecki: rozdz. 4-5 ogł. K. Sudhoff Archiv f. Geschichte d. Medizin, t. 9 (1915), s. 36-38; rękopisy podał: R. Ganszyniec, "Brata Mikołaja z Polski pisma lekarskie", Poznań 1920, (zbiór recept w 7 rozdziałach; powstał przypuszczalnie w kole przyjaciół Mikołaja w Montpellier, po jego wyjeździe do Polski; prawdopodobnie podstawą utworu były rzeczywiste recepty Mikołaja; według R. Ganszyńca – rozdz. 6-7 na pewno, rozdz. 1-5 prawdopodobnie nie są pióra Mikołaja)